# Ekonomiutskottet
Ekonomiutskottet (EkU) är ett permanent utskott i Finlands riksdag. Ekonomiutskottet granskar Finlands Banks och de riksdagen underställda fondernas förvaltning samt bereder lagstiftningen gällande landets bank- och penningväsende. Det behandlar även ärenden som bland annat ansluter sig till handel och industri, konsumentskydd, konkurrens, privat försäkringsverksamhet, energiförsörjning, finans-, valuta- och värdepapperslagstiftning och statsföretagen till den del de inte sorterar under något annat utskott.